# Egyházközségi Nővérek Társasága
Az Egyházközségi Nővérek Társasága (latinul: Societas Sororum Paroecialium) a katolikus egyházhoz tartozó egyházmegyei jogú női világi intézmény (latinul: institutum saeculare). A társaság magyar alapítású, központi háza és leánykollégiuma Piliscsaba-Klotildligeten működik. A szerzetesrendek tagjaihoz hasonlóan az egyházközségi nővérek az evangéliumi tanácsokra fogadalmat tesznek, amelyet évente megújítanak. Apostoli tevékenységük elsősorban a lelkipásztori munka támogatására és az egyházközségek életének segítésére irányul. Eredeti életformájuk szerint két-háromfős közösségekben élnek az egyházközségekben, ahol megbízás alapján képzettségüknek megfelelő feladatokat látnak el.

## Történet
Az Egyházközségi Nővérek Társaságának kezdetei az 1930-as évekre nyúlnak vissza. Az alapító nővérek célja az volt, hogy képzett és hivatásukban elkötelezett segítséget nyújtsanak a lelkipásztorok számára. Az első nővérek 1935-ben tettek fogadalmat, megújított szabályzatukat 1943. december 21-én hagyta jóvá Grősz József kalocsai érsek. Közösségi életük Pécsett indult, majd a társaság központja Kalocsára került át, ahol a későbbiekben központi házuk mellett noviciátusuk is működött. Fenntartásukról rózsafüzérgyáruk, kegytárgyüzletük, az egyházmegyei ostyasütő és egy gyümölcsös révén gondoskodtak. 1942-ben a nővérek Künnle Theodórát választották főnöknőnek, aki nagy hatással volt a közösség lelkiségének formálódására. A plébániákra kihelyezett nővérek a plébános irányítása mellett, a helyi igényeknek megfelelően dolgoztak. A lelkinapok, lelkigyakorlatok, valamint a főnöknő rendszeres látogatásai révén szoros kapcsolatban maradtak a társaság központi házával. Az 1947-ben megjelent Provida mater Ecclesia enciklika nyomán a kalocsai érsek a társaságot mint világi intézményt ismerte el. 
1950-ben, a szerzetesrendek működési jogának megvonásakor huszonnégy tagja volt az Egyházközségi Nővérek Társaságának. Egyházközségi munkát a következő helyeken végeztek a nővérek: Adony, Baja, Balassagyarmat, Báta, Jánoshalma, Budapest-Kelenföld, Piliscsaba-Klotildliget, Lábatlan, Budapest-Kövi Szűz Mária-plébániatemplom, Orosztony, Rákosszentmihály, Százhalombatta, Budapest-Szentimreváros, Sükösd, Tököl, Valkó, Sopron. Az egyházközségi munka mellett a nővérek egyházi intézményekben is jelen voltak (Budapesti Papi Otthon: 1948–1986, Stella Papi Üdülő: 1948–1954). A kommunizmus éveiben ugyan a közösség hivatalosan nem működhetett, azonban tagjai elkötelezetten dolgoztak tovább az egyházért, megőrizve az  eredeti munkakört és életformát. Az egyházüldözés éveiben  a közösség tagját, Kónyi Mária nővért koholt vádak alapján börtönbüntetésre ítélték.
A szerzetesrendek szétszóratásának évtizedei után újrainduló közösség átdolgozott szabályzatát 1989. június 29-én Dankó László kalocsai érsek erősítette meg. A nővérek a Pázmány Péter Katolikus Egyetem Bölcsészettudományi Karának építése idején kerültek Piliscsaba-Klotildligetre, ahol a kárpótlásként kapott összegből egy leánykollégiumot létesítettek és tevékenyen részt vesznek a helyi egyházközség életében, elsősorban a hitoktatási, irodai és sekrestyei feladatok területén. 
2000-től az  Egyházközségi Nővérek Társaságához társult tagok – családos vagy egyedülálló nők – is csatlakozhatnak, akik a társaság és az egyházközségek megújítása iránti elköteleződésüket ígérettel erősítik meg. 